# Commissaris van de Koning
De commissaris van de Koning (CvdK of CdK) is in Nederland de voorzitter van het College van Gedeputeerde Staten en van Provinciale Staten van de provincies, en is als zodanig ook vaak het 'gezicht' van het bestuur van de provincie.
De commissaris is het benoemde hoofd van het provinciale bestuur, hij vertegenwoordigt de regering binnen de provincie. De Grondwet spreekt formeel van commissaris van de Koning, maar wanneer het ambt van de Koning door een vrouw wordt vervuld, wordt gesproken van commissaris van de Koningin. De wijze van benoeming en de bevoegdheden van de CvdK zijn vastgelegd in Hoofdstuk IV van de huidige Provinciewet.
De commissaris van de Koning in de Nederlandse provincie Limburg, wordt traditiegetrouw officieus aangeduid met gouverneur, in navolging van hoe dat gebruikelijk was ten tijde van het hertogdom Limburg (1839-1866). Het provinciehuis van Nederlands Limburg in Maastricht wordt bijgevolg aangeduid met Gouvernement.

## Benoeming
De commissaris van de Koning wordt benoemd door de regering voor een periode van zes jaar. Alleen de regering kan de commissaris binnen deze periode ontslaan. De langstzittende commissaris wordt doyen genoemd. Dit is het eerste aanspreekpunt en woordvoerder van de Kring van commissarissen van de Koning, richting Kroon en ministeries.
Tot midden jaren 1980 was het gebruikelijk te spreken over 'commissaris des Konings' dan wel 'commissaris der Koningin' (CdK). Onder het koningschap van koningin Beatrix is het gangbaarder geworden om deze door de regering benoemde ambtenaar aan te duiden met 'commissaris van de Koningin'; sinds de troonswisseling op 30 april 2013 zijn de commissarissen 'commissaris van de Koning' net als de benaming in de Grondwet. Ten tijde van de Duitse bezetting in de Tweede Wereldoorlog werd de functionaris aangeduid als 'commissaris der provincie'.

### Commissarissen per provincie
| Provincie     | CvdK               | Partij     | Sinds                                            |
| ------------- | ------------------ | ---------- | ------------------------------------------------ |
| Groningen     | René Paas, (doyen) | CDA        | 18 april 2016                                    |
| Friesland     | Arno Brok          | VVD        | 1 maart 2017                                     |
| Drenthe       | Jetta Klijnsma     | PvdA       | 1 december 2017                                  |
| Overijssel    | Andries Heidema    | CU         | 11 juli 2018                                     |
| Flevoland     | Arjen Gerritsen    | VVD        | 1 november 2023                                  |
| Gelderland    | Daniël Wigboldus   | partijloos | 19 maart 2025                                    |
| Utrecht       | Hans Oosters       | PvdA       | 1 februari 2019                                  |
| Noord-Holland | Arthur van Dijk    | VVD        | 1 januari 2019                                   |
| Zuid-Holland  | Wouter Kolff       | VVD        | 1 september 2024                                 |
| Zeeland       | Hugo de Jonge      | CDA        | 1 juli 2025 (waarnemend sinds 15 september 2024) |
| Noord-Brabant | Ina Adema          | VVD        | 1 oktober 2020                                   |
| Limburg       | Emile Roemer       | SP         | 1 december 2021                                  |

Overzicht per 19 maart 2025

## Provinciaal gouverneur
Tot 1850 werd de titel provinciaal gouverneur gebruikt. In Limburg wordt de commissaris van de Koning officieus nog steeds aangeduid als gouverneur. Het provinciehuis in Maastricht wordt bijgevolg nog steeds aangeduid met Gouvernement.
In België staat een gouverneur aan het hoofd van een provincie.

## Commissaris der provincie
Ten tijde van de Tweede Wereldoorlog werden bijna alle commissarissen van de Koningin ontslagen door de Duitse bezettende macht van Nederland. De functienaam onderging daarbij een verandering en werd "commissaris der Provincie". NSB'ers namen de plaatsen in van de ontslagen commissarissen.

## Rampen
Met de inwerkingtreding van de Wet op de veiligheidsregio's per 1 oktober 2010 is de taak van de commissaris van de Koning en de rol van de provincie bij rampen en de voorbereiding daarop teruggedrongen ten gunste van de voorzitter van de veiligheidsregio.